# 阿尔藏布伊
阿尔藏布伊（法語：Arzembouy，法語發音：[aʁzɑ̃bwi]）是法国涅夫勒省的一个市镇，属于卢瓦尔河畔科讷库尔区。

## 地理
阿尔藏布伊（47°14'43"N, 3°22'4"E）面积12.85 平方千米，位于法国勃艮第-弗朗什-孔泰大區涅夫勒省，该省份为法国中部省份，北至约讷省，西北接卢瓦雷省，西接谢尔省，南至阿列省，东南接索恩-卢瓦尔省，东临科多尔省。
与阿尔藏布伊接壤的市镇（或旧市镇、城区）包括：尚普勒米、阿尔泰勒、欧蒂乌、沙泽伊、日里、圣博诺。

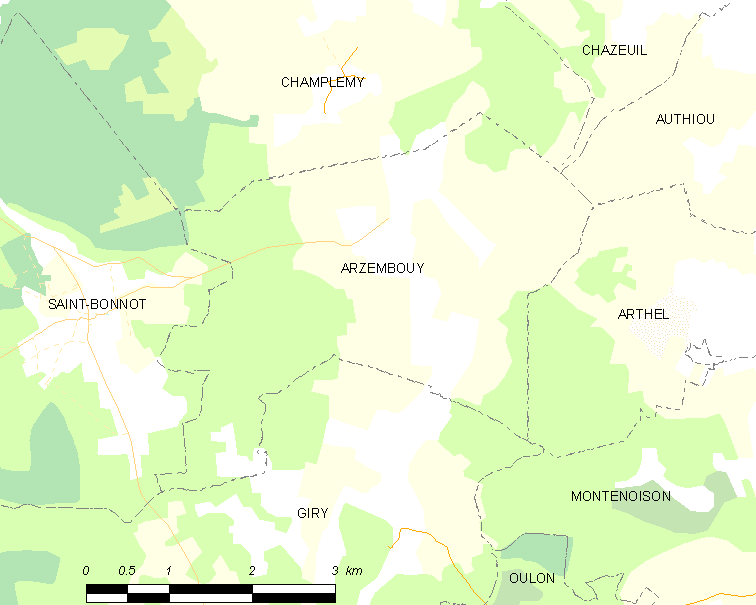
阿尔藏布伊的OSM定位图

阿尔藏布伊的时区为UTC+01:00、UTC+02:00（夏令时）。

## 行政
阿尔藏布伊的邮政编码为58700，INSEE市镇编码为58014。

## 政治
阿尔藏布伊所属的省级选区为卢瓦尔河畔拉沙里泰县。

## 人口

1962-2008年间阿尔藏布伊人口变化图示

阿尔藏布伊于2022年1月1日时的人口数量为69人。